# Helmiopsis polyandra
Helmiopsis polyandra är en malvaväxtart som beskrevs av Appleq.. Helmiopsis polyandra ingår i släktet Helmiopsis och familjen malvaväxter. Inga underarter finns listade i Catalogue of Life.